# Бадалбаев, Саткун
Саткун Бадалбаев — советский хозяйственный, государственный и политический деятель.

## Биография
Родился 13 октября 1904 года. Член КПСС.
С 1923 года — на хозяйственной, общественной и политической работе. В 1923—1970 гг. — комсомольский работник в Узбекской ССР, первый секретарь Хивинского горкома КП(б) Узбекистана, первый секретарь Яккабагского райкома КП(б) Узбекистана, председатель Кашкадарьинского облисполкома, управляющий трестом «Узбеккаракуль», директор треста «Узбексовхозкаракуль», заместитель начальника Главного управления совхозов Министерства сельского хозяйства Узбекской ССР, научный сотрудник ВНИИ каракулеводства.
Избирался депутатом Верховного Совета СССР 2-го созыва, Верховного Совета Узбекской ССР 4-го созыва.
Умер после 13 мая 1980 года. Похоронен на кладбище "Чагатай"